# تپه نزله حسین بگ
تپه نزله حسین بگ مربوط به عصر مفرغ - عصر آهن - دوره اشکانیان است و در شهرستان کوهدشت، بخش کونانی، دهستان زیرتنگ، بخش جنوبی روستای نزله حسین بگ واقع شده و این اثر در تاریخ ۲۸ اسفند ۱۳۸۵ با شمارهٔ ثبت ۱۸۵۸۵ به‌عنوان یکی از آثار ملی ایران به ثبت رسیده است.